# 托鉢僧と七つの頭を持つ竜
托鉢僧と七つの頭を持つ竜（たくはつそうとななつのあたまをもつりゅう）は、ペルシア地域に伝わる伝承の一つである。

## 伝承
ある貧しい老人が托鉢僧と一緒に広場にいたとき、七つの頭を持つ竜が嫁探しにやってきた。その老人は娘だけが財産だと考えており、街を守るために龍に娘を嫁がせた。龍は背中に娘を乗せ、遠くへ飛んで行ってしまった。その後、老人は娘が恋しくなり、年々身体が衰えていった。広場に来るたびにやつれていく老人を見るに耐えかねた托鉢僧は、「そこで見た物は誰にも言わない」という約束をした上で、娘のいる場所を教えた。老人はさっそく、教えられた洞窟を訪ねた。その洞窟の中は立派な宮殿の造りになっており、娘は立派な暮らしをしていた。竜もまた、本来の姿は美しい若者で、天国と地獄の番人であった。老人は1ヵ月ほど滞在し、その間に婿とともに天国と地獄を訪問した。地獄から帰った後、小指の先が焦げているのを見た老人は、2リヤルを友人から借りていたことを思い出した。老人はお金を返すべく帰郷を決めた。婿も娘も強く引き留めたが、老人は二人に礼を言って洞窟を出たという。

## 解説
ペルシアの伝承に見られる竜は、この伝承のように広場や、川や海、山、砂漠、といった場所に主に出現するとされている。こうした場所は、生者が暮らす世界と死者がいる世界との中間だとみなされている。またこの伝承では、竜は生者の暮らす世界である広場には竜の姿で現れ、死者のいる天国と地獄につながる世界では本来の若者の姿をとっている。昔話にしばしば見られる、異世界から生者の世界を訪ねてくる者が動物の姿をとっているというパターンが、ここにも現れている。

## 資料
- Maniru Ravani Pur: Afsanah ha va bavar'ha-yi jinub'  Tihran 1980. pp.65-67.（「イラン南部の民話と信仰」、話者80歳の女性、調査地ブーシャハル、「世界の龍の話」出典8頁より）